# Platja de la Rubina
La platja de la Rubina, o platja de la Rovina, anomenada també localment platja Salvatge, és una platja natural del municipi de Castellò d'Empúries (Alt Empordà), situada entre la bocana d'Empuriabrava, al sud-oest, i la desembocadura del riu Gran i la bocana de la Marina residencial de Santa Margarida, al límit nord-oriental del municipi. Es troba dins del Parc Natural dels Aiguamolls de l'Empordà. Orientada al sud-est, té una longitud de 1.704 m i una amplada de 59 m, formada per sorres mitjanes i fines, i un pendent d'entrada a l'aigua molt fort. A l'extrem més proper a Santa Margarida estan permesos l'accés de gossos i la pràctica del kitesurf.
L'Agència Catalana de l'Aigua efectua un control setmanal de la qualitat de l'aigua, durant la temporada de bany, amb el resultat d'excel·lent.
Darrera la platja hi ha un cordó dunar amb rereduna i els sistemes lacunars propis d'una zona d'aiguamolls, amb un tancat perimetral, que protegeix les espècies vegetals pròpies d'aquest sistema, i la fauna que nia en aquests espais, com el corriol camanegre (Charadrius alexandrinus).